# The Revolution (groupe)
 (novembre 2024).
Pour les articles homonymes, voir The Revolution.
The Revolution est un groupe de rock américain formé à Minneapolis, dans le Minnesota en 1979 par Prince.

## Biographie

### Années à succès
Créé au cours de l'année 1979, le groupe de musiciens et chanteurs officie aux côtés du chanteur Prince de 1979 à 1984, date à laquelle ils choisissent de nommer le groupe The Revolution. Au cours des années 1980, le groupe vend plus de 16 millions de disques aux États-Unis avec la bande son du film Purple Rain sorti en 1984.
Le groupe atteint deux fois la première place dans le Billboard 200 (Purple Rain & Around the World in a Day), six singles dans le Billboard Hot 100 et remporte trois Grammy Awards. Ils apparaissent en tout dans quatre albums du chanteur Prince : la bande son du film Purple Rain, Parade, 1999 et Around the World in a Day.

### Période tumultueuse
Évaluant leur situation une fois de plus, Wendy et Lisa ont conclu que les inconvénients de rester avec Prince l’emportaient 
simplement sur les avantages. Ses refus répétés à créditer leurs contributions à l’écriture de chansons, la transformation de Revolution, le traitement cruel de Susannah Melvoin, et, enfin, les 500 $ qui ont effectivement disparu de salaire hebdomadaire de Wendy en raison de « consommation d’alcool en public » donnaient un tableau troublant. Pourtant, elles savaient que la décision de quitter Prince n’était pas sans conséquences graves, étant donné que Dream Factory venait d’être achevée et emballé. Malgré l’excision tardive de Prince de certaines chansons les plus collaboratives, le disque est resté une vitrine pour leur influence sur sa musique. Elles ont compris que leur départ pouvait conduire à la suppression de ces chansons et qu’une vie professionnelle incertaine reposait sur leur avenir post-Prince. Tout de même, elles étaient prêtes à partir et commençaient à planifier une carrière solo. 
Plus tard en juillet, Wendy et Lisa se sont présentées chez Prince et ont dit qu’elles voulaient partir. Bien que conscient de leur insatisfaction croissante, Prince n’a jamais cru qu’elles pourraient effectivement le quitter, et du coup faisant face à un problème logistique, comme une tournée en Europe et au Japon était sur le point de commencer à faire la promotion de Parade. Avec l’échec de Under the Cherry Moon au box-office, le report de la tournée aurait probablement condamné les perspectives commerciales de l’album. 
Toute la situation s’est écroulée. Mark Brown se sentait terriblement sous-payé et troublé par son rôle de plus en plus réduit dans le groupe ; même au plus fort des sessions de Dream Factory, il s’était senti un peu comme un outsider, car Prince ne le considérait jamais comme un contributeur au niveau de Wendy et Lisa. Il s’est aussi fait remarquer par son manque de crédit pour le succès « Kiss ». Enfin, le décor de Parade l’a confiné au fond de la scène, caché par le reste du groupe et les danseurs. « J’étais derrière le piano, à côté de Bobby Z et derrière trois gars qui étaient garde du corps », a noté Brown. « J’ai commencé à me sentir un peu mal aimé. » On venait de lui offrir 3 500 $ pour tourner avec Stevie Nicks une semaine (Prince payait environ un tiers de cela), et a dit à Prince qu’il pourrait renoncer à la tournée Parade en faveur de cette opportunité. Alan Leeds s’est empressé de sauver la tournée. Bien qu’il ait sympathisé avec Wendy et Lisa, des considérations professionnelles lui ont dicté d’essayer de les convaincre de rester. Rivkin après avoir appris leurs plans de sorties, les a conduits à leur appartement loué de Minneapolis et les a persuadés de rester avec Revolution. Tout de même, tout le monde savait qu’un Rubicon avait été croisé, ce qui rendait improbable une réconciliation à long terme entre Prince et ses deux meilleures amies. Brown a aussi accepté de rester pour la tournée seulement après que Prince l’a eu supplié. 
Au fur et à mesure que la tournée commençait, Rivkin sentait aussi une distance grandissante entre lui et Prince. Sheila E, dont le groupe était la première partie de la tournée japonaise de Parade, était souvent présente avec la Revolution à la batterie pendant les contrôles sonores. Bien qu’il ait été le membre le plus ancien du groupe, Rivkin n’avait jamais vraiment tissé des liens avec Prince sur le plan personnel, comme l’a fait Sheila E et il sentait maintenant que son travail pouvait être compromis. 
La plupart des membres du groupe ont trouvé la tournée Parade très satisfaisante, les sentiments de connexion artistique ont obligés Wendy et Lisa à se demander si leur relation avec Prince pouvait être sauvé après tout. Cependant hors concert, le traitement réservé par Prince aux femmes était distant, ce qui montre clairement que leur départ avorté avant la tournée l’avait blessé. Personne ne l’avait quitté avant, il a toujours dit quand la relation était terminée. 
Au-delà de la musique, d’autres éléments du spectacle, en particulier les trois danseurs, ont été plus controversés parmi les gérants de Prince. Le manager Steve Fargnoli, comme Wendy et Lisa, avait des réserves sur le changement de focus d’un groupe pop-rock basique à une revue funk tentaculaire. Toute la dynamique visuelle du spectacle de Prince avait changé, passant d’une scène bizarre et androgyne dominée par lui et Wendy à un spectacle plus traditionnel de R&B. Fargnoli pensait que quelque chose avait été perdu. 
Après avoir terminé la partie européenne de la tournée Hit n Run – Parade Tour, le groupe s’est dirigé vers le Japon, où les ventes de billets et les réactions du public ont également été fortes. De toutes les apparences, Prince et Revolution étaient au sommet de leur art et restaient une unité soudée. En vérité, sans doute, le groupe de soutien le plus intéressant de la carrière de Prince allait prendre fin. Ils ont conclu la tournée devant une foule bruyante de 50 000 personnes au stade de Yokohama le 9 septembre 1986. Wendy, Lisa, Rivkin et Mark Brown ne se produiraient plus jamais devant un si grand public. Le groupe termine la liste avec un rappel sur « Sometimes It Snows In April », la ballade que Wendy et Lisa avaient aidé à composer, mais qui n’a reçu aucun crédit pour Parade. 
Alors que Prince et le groupe rentraient à leur hôtel, l’atmosphère dans la limousine était tendue et chargée de fatalité. Prince, avait une serviette enroulée autour du cou, parut épuisé et ne dit rien. Alan Leeds, qui avait réussi à tenir assez longtemps pour terminer la tournée, a regardé par terre et savait qu’il ne pouvait rien faire de plus. 

### Séparation douloureuse
Après Hit n Run – Parade Tour, Prince et certains membres de son entourage ont fuit l’hiver approchant du Minnesota et se sont dirigés vers le sud de la Californie. Quelques jours après le déménagement, il a invité Wendy et Lisa à sa maison louée à Beverly Hills pour une soirée de dîner et de billard. Cependant, la récréation était la dernière chose à laquelle il pensait. 
Après le dîner, Prince s’excusa et passa un coup de téléphone à Rivkin à Minneapolis, où il était deux heure trente du matin. Prince est rapidement arrivé au fait : le batteur était remplacé par Sheila E « Tu es doué et tu as fait un excellent travail », a dit Prince, en essayant d’adoucir le tout. « Nous serons amis pour toujours. Je vais honorer ton contrat. » Rivkin, fatigué après des années de tournées et d’enregistrements ininterrompus et conscient que Sheila E. convenait mieux à la musique de plus en plus compliquée de Prince, accepta la décision avec sérénité. « Sheila E était l’une des cinq meilleurs batteuses dans le monde, à mon avis, » dira-t-il plus tard. « J’ai été remplacé par quelqu’un qui était unique en son genre. » Rivkin décrit le congédiement de Prince comme étant « tout à fait admirable, totalement direct, totalement d’homme à homme ». Après avoir raccroché, Prince retourna voir Wendy et Lisa à table et leur dit qu’il démantelait Revolution et qu’elles aussi étaient licenciés. Il a dit qu’il voulait recommencer à enregistrer de la musique tout seul en tant qu’ « artiste solo ». Elles furent surprises, sinon tout à fait choqués ; au cours des mois précédents, qu’il était devenu clair que leur lien avec Prince était brisé au point de ne plus pouvoir être réparé. 
Bien que Rivkin appréciât la justification de son propre renvoi, l’éviction de Wendy et Lisa semblait moins explicable, étant donné leur importance centrale dans la vie personnelle et professionnelle de Prince (qui n’a jamais vraiment été rompu). « Je ne comprends toujours pas ce qui s’est passé lorsqu’il a laissé Wendy et Lisa partir, a dit M. Rivkin. « C’est la vieille expression de ne pas mêler le côté personnel, je pense. J’ai toujours su garder une distance, garder un emploi et garder Prince heureux. Mais elles se sont vraiment rapprochées, et ont probablement fait trop de musique ensemble ou quelque chose du genre. Il voulait tout recommencer, alors il les a laissés partir. » Matt Fink, que Prince a invité à rester dans le groupe, a également considéré la décision de renvoyer Wendy et Lisa comme une erreur, estimant que le style de piano évocateur de Lisa, en particulier, s’avérerait irremplaçable. Bien que conscient des conséquences musicales, Alan Leeds fut moins surpris par la décision de Prince. Il savait que Prince associait des projets particuliers aux personnalités impliquées, et que ses sentiments pour Wendy et Lisa étaient devenus complètement négatif. 
En démantelant Revolution, Prince a cherché à purger ces émotions, et après le départ de Wendy et Lisa, les amis et collègues qui restaient se sont fait dire de ne même pas mentionner leurs noms. Brown partit volontairement pour chercher le succès en solo malgré la demande de Prince. Mis à part Fink, Prince avait perdu ou exilé un groupe de musiciens qui avaient fait partie de son identité à partir de Purple Rain, et les répercussions ont été immédiates. L'album Dream Factory était prêt à sortir et son abandon a été l’une des nombreuses conséquences malheureuses de la fin de The Revolution. Le studio de Prince est tombé en désuétude peu après qu’il a eu dissous le groupe. Il termine Sign O’The Times à Los Angeles, puis commence à utiliser presque exclusivement le complexe de Paisley Park, qui devient opérationnel à la fin de 1987. Il a finalement réuni la cabine de contrôle du home studio dans une salle de billard. 
Même si bon nombre des musiciens que Prince emploierait à l’avenir étaient des instrumentistes plus accomplis que Wendy, Lisa, Brown et Rivkin, les triomphes créatifs de Revolution illustrent l’axiome selon lequel, dans la musique pop et rock, la passion compte plus que la musique. En tant que musiciennes (et proches), Wendy et Lisa étaient enjouées, ouvertes d’esprit et opiniâtres, qualités qui manqueraient à de nombreux futurs membres du groupe de Prince, malgré leurs compétences techniques. « Les chansons que nous avons faites avec Wendy et Lisa, comprenaient certaines des choses les plus merveilleuses que nous ayons jamais faites. » a noté Eric Leeds

### Reformation tardive
À la mort de Prince, le groupe annonce au cours d'une vidéo son retour pour une série de concerts en hommage au chanteur disparu, qui auront lieu les 1, 2, et 3 septembre 2016 au mythique First Avenue à Minneapolis. Les musiciens du groupe ont, depuis, décidé de partir en tournée le coup d'envoi ayant été donné à Paisley Park  le 21 avril 2017, date anniversaire du décès de Prince.

## Membres
- Dez Dickerson - guitare
- André Cymone - basse
- Bobby Z. - batterie et percussions
- Doctor Fink - claviers
- Gayle Chapman - claviers
- Miko Weaver - guitare (1985-1986)
- Susannah Melvoin - voix (1985-1986)
- Eric Leeds - horn (1985-1986)
- Atlanta Bliss - trompette (1985-1986)
- Wendy and Lisa (1983-1986)
- Brownmark (1983-1986)

## Discographie

### Albums studio
| Année | Album                                                                                                | Position dans les chartes | Position dans les chartes | Position dans les chartes | Position dans les chartes | Position dans les chartes | Position dans les chartes | Position dans les chartes | Position dans les chartes | Position dans les chartes | Position dans les chartes | Récompenses ,     |
| Année | Album                                                                                                | É.-U.A.                   | AUS                       | AUT                       | CAN                       | ALL                       | P-B                       | NOR                       | SUE                       | SUI                       | R.-U.                     | Récompenses ,     |
| 1985  | Around the World in a Day - Sorti: 22 avril 1985 - Label: Warner Bros. Records, Paisley Park Records | 1                         | 12                        | 7                         | 16                        | 10                        | —                         | 10                        | 1                         | 8                         | 5                         | - RIAA Platine 2x |

### Bande-Son
| Année | Album                                                           | Position dans les chartes | Position dans les chartes | Position dans les chartes | Position dans les chartes | Position dans les chartes | Position dans les chartes | Position dans les chartes | Position dans les chartes | Position dans les chartes | Position dans les chartes | Récompenses | Récompenses | Récompenses |
| Année | Album                                                           | É.-U.A.                   | AUS                       | AUT                       | CAN                       | ALL                       | P-B                       | NOR                       | SUE                       | SUI                       | R.-U.                     | CRIA        | BPI         | RIAA        |
| 1984  | Purple Rain - Sorti: 25 juin 1984 - Label: Warner Bros. Records | 1                         | 1                         | 8                         | 1                         | 5                         | —                         | 4                         | 3                         | 7                         | 7                         | Platine 6x  | Platine 2x  | Platine 13x |
| 1986  | Parade - Sorti: 31 mars 1986 - Label: Warner Bros. Records      | 3                         | 8                         | 7                         | 11                        | 6                         | —                         | 10                        | 5                         | 2                         | 4                         |             | Platine     | Platine     |